# Северное страховое общество

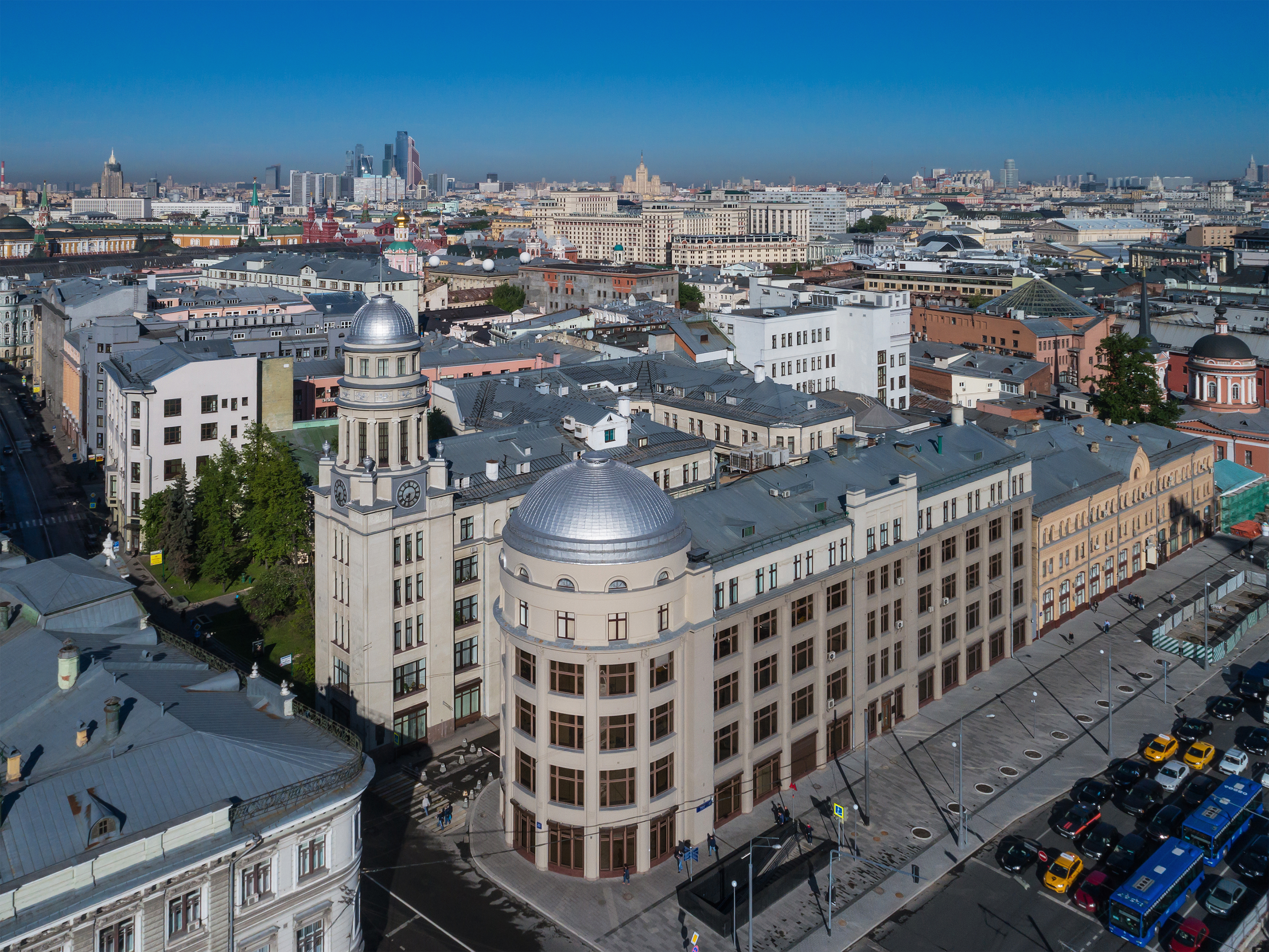
Здания Северного страхового общества, Москва, вид сверху.

Се́верное о́бщество страхова́ния и скла́да това́ров с вы́дачею варра́нтов — страховая компания, занимавшаяся страхованием от огня движимого и недвижимого имущества, страхованием транспортных средств (наземных и речных), корпусов судов. 
Общество учреждено 31 мая 1872 года в Санкт-Петербурге, в 1880 году переехало в Москву с названием «Северное страховое общество».

## История
Инициатором создания и председателем правления общества был В. А. Кокорев. В создании общества принимал участие и П. И. Губонин. Общество имело отделение в Петербурге и агентства в губернских и уездных городах России.
В 1879 году общество прекратило варрантные операции, в связи с тем, что в законодательстве о залоге того времени, товар, который был заложен, переставал быть объектом торгового оборота, и варранты, выпускаемые обществами, не могли свободно обращаться на рынке. Поэтому общество ограничилось лишь страховыми операциями, сосредоточившись на транспортном и огневом страховании, и стало носить наименование «Северное страховое общество». Существовало отделение в Одессе.

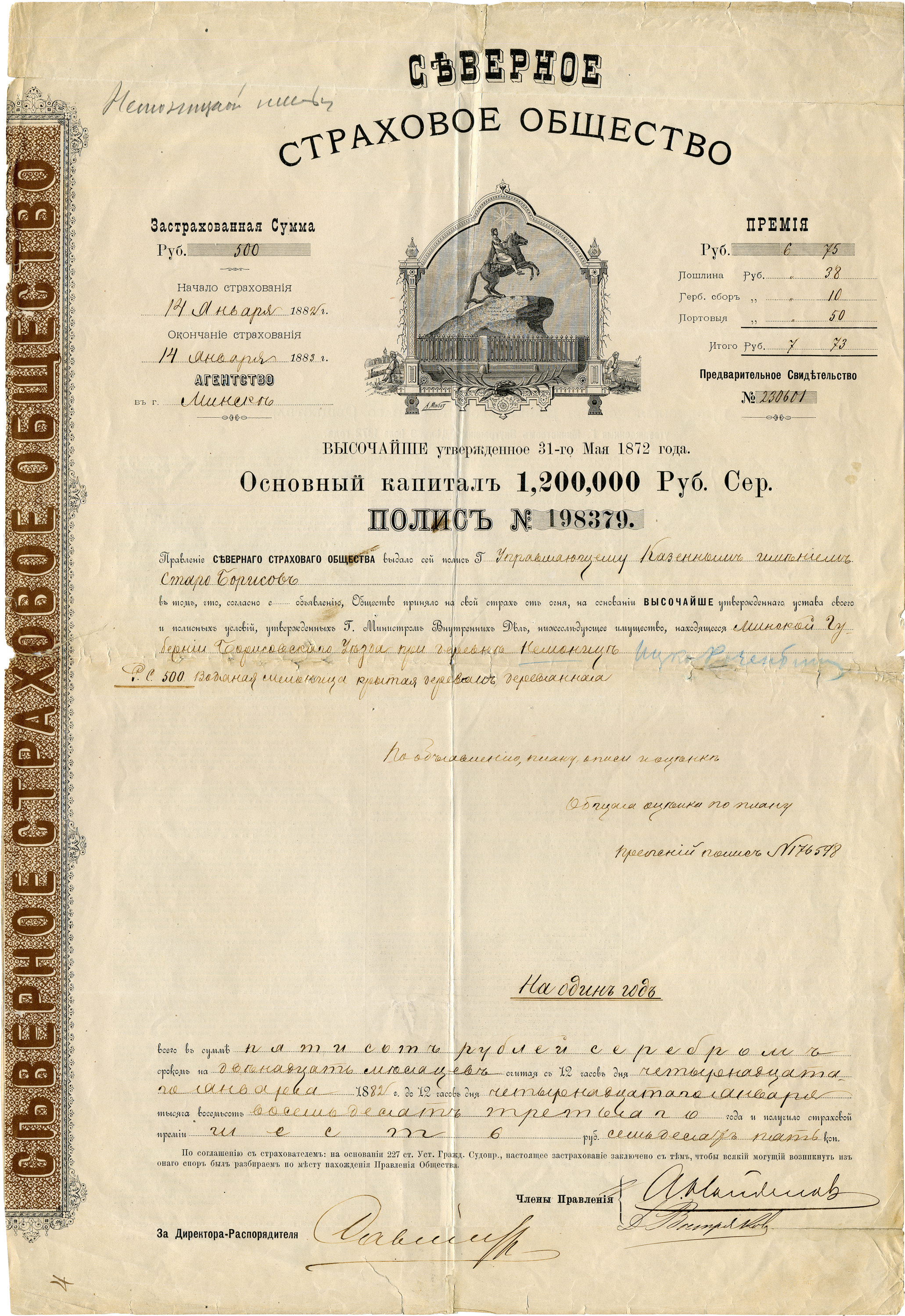
Полис на страхование имущества от огня

Ликвидировано в ноябре 1918 года.

## Сотрудники (годы)
- А. Н. Кнабе — в 1875 году состоял архитектором общества;
- К. Н. Голофтеев — инспектор общества;
- С. Д. Меркулов — главный инспектор общества;
- А. М. Лежава — заведующий отделом (1917 — 1918).
- и другие.